# William Edward Maxwell

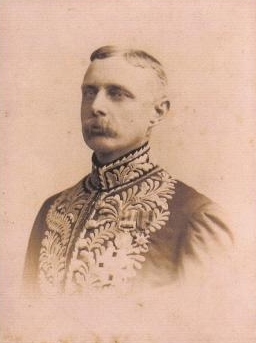
Sir William Edward Maxwell

Sir William Edward Maxwell KCBE, CMG, (* 5. August 1846; † 14. Dezember 1897 auf hoher See in der Nähe von Gran Canaria) war Hochkommissar in British Malaya, Gouverneur der Straits Settlements und Gouverneur der Goldküste.

## Leben
William Edward Maxwell war jüngster Sohn von Sir Peter Benson Maxwell, Oberster Richter der Straits Settlements, und Frances Dorothea, der einzigen Tochter von Francis Synge of Glanmore Castle, co. Wicklow.
Von 1860 bis 1864 ging William Edward Maxwell an die Repton School und wurde danach von 1865 bis 1869 Angestellter am Obersten Gerichtshof von Penang und Singapur. Er erhielt 1867 seine Zulassung von der dortigen Rechtsanwaltskammer und wurde im September 1869 zum Police Magistrate und Commissioner of the Court of Requests in Penang ernannt. Im Februar 1870 wurde er in der gleichen Funktion nach Malacca versetzt, 1871 nach Singapur und 1872 in die Provinz Wellesley.
1870 heiratete er Lillias Grant Aberigh-Mackay, die Tochter eines Kaplans.
Im Mai 1874 wurde er kommissarischer Richter am obersten Gericht in Penang und im September wurde er zum assistant government agent für die Provinz Wellesley ernannt. Im November 1875 begleitete er als stellvertretender Polizeipräsident die Larut Field Force auf der Strafexpedition gegen die Mörder von James Wheeler Woodford Birch, dem Britischen Residenten von Perak. „Mentioned in Despatches“ wurde er mit einer Medaille ausgezeichnet.
Maxwell wurde assistant resident in Perak und im Februar 1878 Mitglied des Staatsrates von Perak. 1881 erhielt er seine Zulassung als Rechtsanwalt am Inner Temple. Im darauf folgenden Jahr wurde er beauftragt, die australischen Kolonien zu besuchen und über das dortige Torrens land registration system zu berichten. Das von Robert Richard Torrens Mitte des 19. Jahrhunderts geschaffene System hatte sich bei der rechtssicheren Übertragung und Verwaltung von Grundrechten bewährt. Maxwells erkannte den Wert des neuen Systems und ebnete mit seinem Bericht The Torrens System of Conveyancing by Registration of Title in den Straits Settlements (1883) den Weg zur Einführung in den Straits Settlement.
Bei seiner Rückkehr in die Straits Settlements wurde Maxwell am 1. März 1883 Grundbuchbeauftragter. 1883 erfolgte seine amtliche Bekanntgabe als Mitglied des Exekutiv- und Legislativrates. Im folgenden Jahr reiste er im Auftrag des Außenministeriums an die Westküste von Atchin, wo er die Freilassung der Überlebenden des britischen Schiffs Nelson erreichte, die dort zehn Monate in Gefangenschaft waren. Für diesen Erfolg wurde er mit dem Companion of the Order of St. Michael and St. George ausgezeichnet. Von 1884 bis 1889 war er Berater des amtierenden Residenten von Penang. 1889 wurde er Britischer Resident von Selangor. 1892 wurde er zum Kolonialsekretär der Straits Settlements ernannt und von Februar 1894 bis zum Januar 1895 war er amtierender Gouverneur.
Im März 1895 wurde Maxwell zum Gouverneur der Kronkolonie Goldküste ernannt. Bei seiner Ankunft befand sich die Kolonie am Rande eines Kriegs mit den Asante, deren Wohlstand aus dem Sklavenhandel resultierte und die sich weigerten, die aus den verlorenen Aschanti-Kriegen resultierenden Reparationszahlungen an Großbritannien zu leisten. Am 17. Januar 1896 nahm eine militärische Expedition unter Sir Francis Scott Kumasi ohne Widerstand ein und nahm den Asante-König Prempeh gefangen. Sir Maxwell, der 1896 als Knight Commander in den Order of the British Empire aufgenommen worden war, reiste im Sommer nach England und referierte auf Konferenzen in Liverpool und Manchester über die Zukunft der Goldküste und des Königreichs Asante. Er kehrte im Oktober an die Goldküste zurück, erkrankte jedoch an Malaria. Er starb auf dem Rückweg nach England und wurde am 14. Dezember 1897 auf Höhe Gran Canarias auf See bestattet. Er hinterließ seine Frau und sechs Söhne; der älteste von ihnen, William George Maxwell wurde Kolonialverwalter in Malaya.